# رحیم‌آباد موتور حسین حاتمی
رحیم‌آباد موتور حسین حاتمی یک روستا در ایران است که در شهرستان ارزوئیه واقع شده‌است. رحیم‌آباد موتور حسین حاتمی ۴۵ نفر جمعیت دارد.